# La Famille Schroffenstein
La Famille Schroffenstein (Die Familie Schroffenstein) est la première pièce de théâtre de Heinrich von Kleist.
Comme tous ses drames ultérieurs, cette première œuvre de Kleist est radicale, et contredit les conventions littéraires courantes de son époque, débordant de violence et de pessimisme. Les contemporains de Kleist lui font une réception plutôt négative. Les critiques sont rebutés par la violence de l'œuvre et sa conclusion nihiliste. Le succès vient un siècle et demi plus tard.

## Contexte de l'écriture de la pièce
Fils d'officier, ayant envisagé d'effectuer une carrière de militaire puis ayant abandonné ce projet après un passage dans une école de cadet, Heinrich von Kleist cherche sa voie, voyage de Dresde à Paris avec sa sœur, puis s'installe, un peu désargenté, à Thoune en Suisse dans l'objectif de devenir agriculteur (projet qu'il abandonnera peu après). C'est au cours de ce voyage et de ce séjour qu'il rédige sa première pièce de théâtre, une tragédie en 5 actes. Inspirée par Roméo et Juliette de Shakespeare,  et reprenant en partie la trame imaginée par Shakespeare (mais avec une importance moins grande accordée aux deux amoureux au profit des patriarches des deux familles dont ils sont issues),,, elle devait s'intituler « La Famille Thierrez » et se dérouler en France puis « La Famille Ghonorez » et se dérouler en Espagne, avant que Kleist ne déplace l'action en Souabe médiévale avec son titre définitif, ayant la possibilité, au prix de ces adaptations, de la faire jouer à Graz.
Heinrich von Kleist publie sa tragédie anonymement en 1803, et la première représentation a lieu au Théâtre national de Graz en janvier 1804,. C'est la première pièce écrite par Heinrich von Kleist, en 1802 à 24 ans,.

## Argument
Deux branches d'une même riche famille, dans l'Allemagne du Moyen Age, ont signé un accord selon lequel les biens de la famille devaient revenir à l'autre si l'une des branches venait à s'éteindre. En conséquence, les deux branches vivent à proximité l'une de l'autre et se vouent méfiance et antipathie, souhaitant mutuellement la disparition de l'autre. La pièce commence avec la découverte du corps d'un des enfants, Peter, mort et mutilé (un doigt a été coupé). La famille commence alors une guerre ouverte, au grand drame des deux enfants, Agnès et Ottokar, qui sont amoureux l'un de l'autre. Aidé de l'oncle Jeronimo, ils mènent l'enquête et découvrent que Peter s'est noyé par accident, et que la veuve du fossoyeur lui a coupé le doigt post-mortem dans l'idée de fabriquer une potion magique. Malheureusement, au fil des péripéties, Agnès et Ottokar ont échangé leurs vêtements pour passer inaperçus dans la maison adverse, et ils se font tous deux tuer par leur propre père, qui pensent ainsi se venger. Les patriarches des deux familles se réconcilient autour des cadavres des trois enfants,. Guidées par leur haine, ces deux familles anéantissent leur descendance,.

## Interprétation
La fin de la pièce ne résout rien. C'est une tragédie particulièrement tourmentée. Kleist fait dire à l'un des personnages de la pièce : « C'est amusant de rire à mort ». Le biographe de Kleist, Günter Blamberger, divise le drame en trois tragédies :
- La tragédie sociale
- la tragédie familiale
- la tragédie du langage/cognition

La tragédie sociale se ressent dans l'accord entre les branches de la famille, qui au lieu de les souder comme imaginé, les divise à mort. C'est cet accord qui déchire les deux branches de la famille Schroffenstein et finit par les exterminer (aucun héritier ne vit plus à la fin de la pièce). Ces deux familles sont une métaphore du monde.
La tragédie familiale est un conflit générationnel. Les enfants (et quelques autres personnages, notamment un enfant illégitime) sont en opposition avec leurs autorités paternelles respectives qui veut les contraindre à la haine. Kleist se démarque des auteurs contemporains où l'opposition se fait entre la bourgeoisie et la noblesse.
La tragédie intellectuelle est une constante dans l'œuvre de Kleist. Sa « crise kantienne »  le pousse à rejeter la philosophie des lumières et la foi dans le rationalisme. C'est une erreur de jugement sur la cause de la mort de Peter qui ouvre la pièce et une autre sur la reconnaissance des enfants qui la clos. Les protagonistes n’apprennent rien et sont guidés par la peur, la haine et la volonté de vengeance plutôt que par la raison.

## Accueil
Cette pièce tourmentée, évoquant des rumeurs et des soupçons générant une forte méfiance puis un conflit violent et meurtrier entre deux familles, a été peu jouée au XIXe siècle, où la scène littéraire allemande est dominée par Goethe et Schiller. Mais c'est une des rares pièces de théâtres de Heinrich Von Kleist joué sur scène de son vivant. Elle a été jugée violente et négative, à quelques exceptions notables comme Charlotte von Kalb, qui écrit à Jean Paul que cette pièce « schwebt frei wie eine Montgolfiere » (« flotte librement comme une montgolfière »).  Pour autant, comme les autres pièces de Kleist, elle a connu une postérité et une notoriété plus significative à la fin du XXe siècle,.

## Adaptation cinématographique
Hans Neuenfels adapte la pièce au cinéma en 1983. Son film La Famille ou Schroffenstein  [Die Familie oder Schroffenstein], sorti en 1984 est une production Ziegler Film (de) pour ZDF. La distribution comprend Annemarie Düringer, Sabine Sinjen,  Peter Palitzsch, entre autres. Le couple d'amoureux, dont la relation est au cœur de la tragédie, Agnes et Ottokar, est joué par Angela Schanelec et René Hofschneider (de).